# محمد طاهر رستمی بلخابی
محمد طاهر رستمی بلخابی (زاده ۲۴ مرداد ۱۳۵۰)، یک سیاستمدار و فعال سیاسی اهل افغانستان است. وی در انتخابات پارلمانی ۱۳۹۷ از ولایت سرپل کاندیدا شد و در انتخابات ریاست جمهوری افغانستان در تیم عبدالله عبدالله نیز فعال بوده است. رستمی بلخابی در دولت افغانستان به عنوان مشاور مقام عالی ریاست اجرائیه و مشاور شورای عالی مصالحه ملی فعالیت کرده است.

### فعالیت‌های سیاسی
رستمی بلخابی به عنوان یکی از کاندیداهای انتخابات پارلمانی افغانستان ۱۳۹۷ از ولایت سرپل وارد رقابت‌های انتخاباتی شد. وی در این انتخابات با مشکلات متعددی مواجه شد، از جمله فقدان حمایت برخی از شخصیت‌های برجسته سیاسی همچون محمد محقق که حمایتش را از رستمی بلخابی برداشت و به رقیب وی انتقال داد. علاوه بر این، رستمی بلخابی اعلام کرد که در انتخابات پارلمانی تقلب‌هایی رخ داده است و رقیب انتخاباتی او با استفاده از تهدید و زور مردم را وادار به رأی دادن به نفع خود کرده است.
رستمی بلخابی همچنین در مقاطعی از آزادسازی زندانیان طالبان که بخشی از پروسه صلح افغانستان بود، اعتراض کرد. وی در برنامه تلویزیونی چشم‌انداز شبکه نگاه بیان کرد که دولت افغانستان تحت فشار آمریکا این زندانیان را آزاد کرده است و آمریکا در این زمینه دخالت داشته است.
در تاریخ ۱۶ سرطان ۱۴۰۰، محمد طاهر رستمی، مشاور شورای عالی مصالحه ملی، در یک کنفرانس خبری اعلام کرد که چندین ولسوالی در ولایت سرپل، از جمله بلخاب، بدون درگیری به دست طالبان سقوط کرده‌اند. وی هشدار داد که اگر دولت افغانستان به وضعیت این مناطق توجه نکند، مردم بلخاب ممکن است مجبور به مصالحه و توافق با طالبان شوند. رستمی سقوط این ولسوالی‌ها را برنامه‌ریزی‌شده توصیف کرد و از دولت خواست اقدامات فوری انجام دهد.
راه‌های مواصلاتی ولسوالی بلخاب به مرکز ولایت سرپل در آن زمان توسط طالبان مسدود شده بود که به گفته وی، مردم را در وضعیت بد اقتصادی و معیشتی قرار داده بود. او همراه با دیگر فعالان مدنی از حکومت مرکزی، نهادهای ملی و بین‌المللی خواست که برای بی‌جا شدگان و آسیب‌دیدگان جنگ، تدابیر لازم را روی دست گیرند.

### شکایات و حاشیه‌های انتخاباتی
محمد طاهر رستمی بلخابی از نامزدان معترض انتخابات پارلمانی ۱۳۹۷، در شب انتخابات ادعا کرد که شریفی بلخابی، رقیب انتخاباتی‌اش، با ۶۰ فرد مسلح از ولسوالی کوهستانات وارد منطقه بلخاب شده و مردم را به‌زور و تهدید مجبور به رأی دادن به نفع خود کرده است. وی اعلام کرد که مدارک و فیلم‌هایی از این رویداد در اختیار دارد و آن‌ها را در رسانه‌ها منتشر کرده است.
رستمی بلخابی همچنین اظهار داشت که درگیری‌هایی که در بلخاب رخ داده و به طالبان نسبت داده شده است، در حقیقت هیچ ارتباطی به طالبان نداشته و در این درگیری‌ها تعدادی از بستگان و هوادارانش کشته و زخمی شده‌اند.
او در واکنش به این موارد، شکایاتی را به کمیسیون شکایات انتخاباتی و نهادهای مسئول ارائه کرد، اما به گفته وی، این شکایات رسیدگی نشد و نتایج انتخابات تغییر نکرد.
ادامه اعتراضات و تهدید به ایجاد پارلمان موازی
پس از اعلام نتایج، رستمی بلخابی به همراه گروهی از نامزدان معترض در یک کنفرانس خبری اعلام کرد که انتخابات باعث خدشه‌دار شدن وجهه ملی و سیاسی دولت افغانستان نزد جامعه جهانی شده است. او تأکید کرد که برخی از نمایندگان راه‌یافته به پارلمان نه به قانون باور دارند و نه به حقوق مردم، بلکه با دامن زدن به تعصبات قومی و سمتی باعث بحران در کشور شده‌اند.
وی به همراه سایر نامزدان معترض هشدار داد که در صورت عدم تشکیل محکمه اختصاصی برای بررسی تقلب‌های انتخاباتی و ادامه بحران مجلس نمایندگان، اقدام به ایجاد پارلمان موازی خواهند کرد. به گفته آن‌ها، در ۳۳ ولایت افغانستان هوادارانی دارند که در این اقدام از آن‌ها حمایت خواهند کرد.

### مشارکت در مذاکرات صلح
رستمی بلخابی در لیست نهایی اعضای هیئت مذاکره‌کننده افغانستان با طالبان در قطر قرار داشت. با این حال، وی به‌طور فیزیکی در مذاکرات حاضر نشد.

### کمپین انتخاباتی در انتخابات ریاست جمهوری ۱۳۹۸
در انتخابات ریاست جمهوری ۱۳۹۸ افغانستان، رستمی بلخابی به عنوان یکی از حامیان و کمپین‌کنندگان داکتر عبدالله عبدالله فعالیت داشت.

### دیدگاه‌ها و اعتراضات
رستمی بلخابی به طور علنی از مشکلات انتخاباتی و تقلب‌های رخ داده در افغانستان انتقاد کرده و در مصاحبه‌های مختلف در تلویزیون‌های افغان، از جمله شبکه ۱ افغانستان و شبکه آریانا، تأکید کرد که انتخابات پارلمانی ۱۳۹۷ در افغانستان عادلانه و شفاف نبوده است. او همچنین اعلام کرد که در این انتخابات، افراد زورمند و مسلح به طور غیرقانونی بر روند رأی‌گیری تأثیر گذاشتند.